# Initial Approach Fix
Der Initial Approach Fix (IAF) ist ein Wegpunkt, an dem ein Standard-Anflugverfahren für IFR-Anflüge beginnt. An diesem Punkt setzt der Pilot zum Landeanflug (engl. approach) auf einen Flugplatz an und beendet die Phase des Sink- bzw. Reisefluges.
Am Initial Approach Fix beginnt der initial approach.
Dieser Begriff und damit die strenge Unterscheidung von Sinkflug und Landeanflug ist beim Fliegen unter VFR-Bedingungen nicht gebräuchlich.
Nach dem an den Initial Approach anschließenden Intermediate Fix (IF) beginnt der Zwischenanflug (Intermediate Approach), der eine Verlängerung des Endanflugs darstellt.